# Luís Salém
Antônio Luís Maia Salém (Rio de Janeiro, 20 de novembro de 1963) é um ator, humorista, autor e professor de interpretação brasileiro. Mora atualmente em Salvador/Bahia.
Ao longo de 2006, Luís promoveu um curso de ator cômico na Casa de Arte das Laranjeiras (CAL) do Rio de Janeiro.
Atuou em diversos papeis interpretando personagens femininas.

## Filmografia

### Na televisão
| Ano  | Título                                          | Personagem                           | Nota                                                                                                |
| ---- | ----------------------------------------------- | ------------------------------------ | --------------------------------------------------------------------------------------------------- |
| 1989 | Tele Tema                                       | Assaltante                           | Episódio: "Arco da Velha"                                                                           |
| 1989 | Kananga do Japão                                | Dr. Campos                           | |
| 1990 | Desejo                                          | Repórter                             | Participação                                                                                        |
| 1991 | Vamp                                            | Jornalista                           | Participação                                                                                        |
| 1994 | Incidente em Antares                            | Lucas Faia                           | |
| 1995 | Engraçadinha: Seus Amores e Seus Pecados        | Taxista                              | |
| 1996 | Salsa e Merengue                                | Lázaro                               | |
| 1997 | Sai de Baixo                                    | Mágico Caruso                        | Episódio: "Coelhos na Cartola"                                                                      |
| 1997 | Anjo Mau                                        | Benjamin Garcia (Benny)              | |
| 1998 | A Turma do Didi                                 | Lulu                                 | Temporada 1                                                                                         |
| 1998 | O Milionário e o Vagabundo                      | Mordomo                              | |
| 1999 | Você Decide                                     | Edgard                               | Episódio: "Vitória Total e Absoluta" Episódio: "Meu Passado Condena" Episódio: "Dublê de Socialite" |
| 1999 | Zorra Total                                     | Bethânio                             | Temporada 1                                                                                         |
| 2000 | Sai de Baixo                                    | Renevaldo                            | Episódio: "Alta Demência"                                                                           |
| 2001 | Um Anjo Caiu do Céu                             | Ávila                                | |
| 2005 | Toma Lá, Dá Cá                                  | Guarda Cosme                         | Episódio: "Piloto"                                                                                  |
| 2005 | A Lua Me Disse                                  | Talarico Pereira                     | |
| 2006 | Malhação                                        | Haroldo                              | |
| 2007 | Zorra Total                                     | Cancela                              | |
| 2010 | Na Fama e Na Lama                               | Magno                                | |
| 2011 | Aquele Beijo                                    | José Rubens Lemos de Sá (Ana Girafa) | |
| 2012 | Malhação                                        | Professor Zé Excelsior               | Episódios: "17–24 de outubro"                                                                       |
| 2012 | Super Chef Celebridades                         | Participante                         | Temporada 1                                                                                         |
| 2014 | Zorra Total                                     | Xangô da Mooca                       | |
| 2014 | Os Homens São de Marte... E É Pra Lá que Eu Vou | Aníbal                               | |
| 2019 | Stella Models                                   | Ademir Barbalho                      | |
| 2025 | Vale Tudo                                       | Eugênio Albuquerque                  | |

### Cinema
| Ano  | Título           | Personagem     | Nota           |
| ---- | ---------------- | -------------- | -------------- |
| 2016 | Turbulência      | Padre          |                |
| 2006 | Xuxa Gêmeas      | Mordomo        |                |
| 2003 | Xuxa Abracadabra | Espelho Mágico |                |
| 2002 | Soropositivo     | Dr. Hélder     | Curta-metragem |
| 2000 | Xuxa Popstar     | Cicinho        |                |